# Pedro Baranda (Campeche)
Pedro Baranda es una localidad del estado mexicano de Campeche. Es parte del municipio de Candelaria.
Las localidades más cercanas son: La Palma a 3.1 km, El Mamey a 7.9 km, Estado de México a 5.7 km, Miguel Hidalgo y Costilla a 9.3 km, Las Golondrinas a 10.3 km, Nuevo Coahuila a 12.4 km, Lázaro Cárdenas a 8 km, Esperanza a 9.6 km, El Encanto a 17.4 km, Monclova a 10.6 km, La Tolva a 24 km, Venustiano Carranza a 26.1 km y Candelaria a 30.6 km.[cita requerida]

## Manantiales de Pedro Baranda
Los Manantiales de Pedro Baranda son un atractivo turístico ubicado en el municipio de Candelaria, Campeche. Destacan por sus aguas cristalinas y su entorno natural, formados por nacimientos de agua subterránea que originan ríos de poca profundidad, ideales para nadar y disfrutar de la naturaleza.[cita requerida]